# Дал, Кристал
Кристал Дал (англ. Crystal Dahl) — канадская актриса.

## Биография
Актриса родилась в Нью-Уэстминстере в Британской Колумбии в Королевском Колумбийского госпитале. Училась в средней школе Форта Святого Джеймса. В 2002 году окончила Университет Британской Колумбии . В данный момент проживает в Ванкувере в Канаде.

## Карьера
Актриса наиболее известна благодаря роли Кристал Смит в комедийном сериале «Мёртвые как я», а также его продолжении, телевизионном фильме «Мёртвые как я: Жизнь после смерти», где она сыграла необычную секретаршу в кадровом агентстве «Счастливое времечко» (англ. Happy Time).
Актриса снялась в эпизодической роли в шоу «Outer Limits» в эпизоде «Rule Of Law», а также в картине «3000 миль до Грейсленда» и «Очень страшное кино 3». Снималась в проектах «Jack N Box, Bar None», «Cat Swallows Parakeet & Speaks». Также играла на сцене в постановках «The Grand Old Duke Of York» и «Can You See Me Yet?».

## Фильмография

### Кино
| Кино | Кино                               | Кино                            | Кино         | Кино               |
| Год  | Название                           | В оригинале                     | Роль         | Примечания         |
| ---- | ---------------------------------- | ------------------------------- | ------------ | ------------------ |
| 2009 | Мёртвые, как я: Жизнь после смерти | Dead Like Me: Life After Death  | Кристал Смит | сразу на видео     |
| 2003 | Очень страшное кино 3              | Scary Movie 3                   | н/д          | эпизодическая роль |
| 2001 | 3000 миль до Грейсленда            | 3000 Miles To Graceland         | н/д          | эпизодическая роль |
| 1997 | Барный менеджмент                  | Barnone                         | н/д          | эпизодическая роль |
| 1996 | Кот проглотил попугая и заговорил  | Cat Swallows Parakeet & Speaks! | Медсестра    | н/д                |

### Телевидение
| Телевидение | Телевидение                         | Телевидение  | Телевидение   | Телевидение                     |
| Год         | Название                            | В оригинале  | Роль          | Примечания                      |
| ----------- | ----------------------------------- | ------------ | ------------- | ------------------------------- |
| 2006        | C.S.I.: Место преступления Нью-Йорк | CSI: NY      | Полин Рейбёрн | эпизод «Not What It Looks Like» |
| 2003-2004   | Мёртвые, как я                      | Dead Like Me | Кристал Смит  | 22 эпизода                      |